# Ширлі Скотт
Ши́рлі Скотт (англ. Shirley Scott; 14 березня 1934, Філадельфія – 10 березня 2002) — американська джазова органістка, піаністка, керівник комбо (свінг і модерн-джаз). Була одружена з тенор-саксофоністом Стенлі Террентайном.

## Біографія
Народилась 14 березня 1934 року в Філадельфії, штат Пенсільванія. В дитинстві грала на фортепіано і трубі, дебютувала в оркестрі старшого брата і в клубі, що належав її батькові. В 1959–1960 роках грала в ансамблі саксофоніста Едді «Локджо» Девіса. У 1958 році випустила свій дебютний альбом в якості лідера Great Scott! на Prestige. Альбом був записаний в складі тріо з контрабасистом Джорджем Дювів'є та ударником Артуром Еджгіллом.
В 1960–1971 роках досягла значної популярності, працюючи з чоловіком, тенор-саксофоністом Стенлі Террентайном. Також співпрацювала з Джиммі Форрестом (1978), Декстером Гордоном (1982). У 1970-ті роки збирала власні гурти. В основному працювала в студіях або в маленьких клубах.
Була однією з небагатьох жінок серед джазових виконавців на органі. Провжувала розвиток традицій гарлемської школи у модерн-джазі (джамп-стиль), поєднувала елементи блюзу, госпелу, раннього свінгу і бібопу. Як піаністка була спадкоємицею стилю Ерролла Гарнера. Її фортепіанна манера гри оцінювалась критиками як дещо еклектична, однак приваблива завдяки живості і енергійності. У стилі гри на органі відчутний зв'язок з Джиммі Смітом (хоча Скотт також зазнала впливу Каунта Бейсі).
Наприкінці 1990-х серце здоров'я Скотт погіршилось, оскільки вона вживала дієтичні ліки в комбінації з препаратом фен-фен. У 2000 році вона виграла 8 мільйонів доларів у суді проти виробників цього препарату. Померла 10 березня 2002 року у віці 67 років від серцевої недостатності у Пресвітеріанській лікарні у Філадельфії.

## Дискографія
- Great Scott! (1958, Prestige)
- Scottie (1958, Prestige)
- Scottie Plays the Duke (1959, Prestige)
- Soul Searching (1959, Prestige)
- The Shirley Scott Trio (Moodsville, 1960)
- Shirley's Sounds (1961, Prestige)
- Hip Soul (1961, Prestige)
- Hip Twist (1961, Prestige)
- Shirley Scott Plays Horace Silver (1961, Prestige)
- For Members Only (1963, Impulse!)
- Great Scott!! (1964, Impulse!)
- Everybody Loves a Lover (1964, Impulse!)
- Queen of the Organ (1964, Impulse!)
- Latin Shadows (1965, Impulse!)
- On a Clear Day (1966, Impulse!)
- Roll 'Em (1966, Impulse!)
- Soul Duo (1966, Impulse!)
- Girl Talk (1967, Impulse!)
- Soul Song (Atlantic, 1969)